# Mycocalicium subtile
Mycocalicium subtile är en lavart som först beskrevs av Christiaan Hendrik Persoon, och fick sitt nu gällande namn av Szatala. Mycocalicium subtile ingår i släktet Mycocalicium och familjen Mycocaliciaceae.  Arten är reproducerande i Sverige. Inga underarter finns listade i Catalogue of Life.